# Ken Tokura
Ken Tokura (都倉 賢?, Tokura Ken; Tokyo, 16 giugno 1986) è un calciatore giapponese, attaccante del Tochigi City in prestito dall'Iwate Grulla Morioka.

## Carriera
Formatosi nel Yokohama F. Marinos e nel Kawasaki Frontale, sodalizio con cui esordisce in massima serie giapponese nella stagione 2005. Nell'agosto 2008 viene ingaggiato in prestito dal Thespa Kusatsu, militante nella J. League Division 2 2008, che lo acquisirà a titolo definitivo per la stagione seguente.
Tornerà a militare in massima serie nel 2010, anno in cui è acquisito dal Vissel Kobe.
Nel 2014 passa al Consadole Sapporo, nel quale militerà sino al 2018. Con il Consadole vincerà la J2 League 2016, ottenendo così la promozione nella massima serie nipponica.
Dopo due stagioni in forza al Cerezo Osaka, sempre nella J1 League, nel 2021 scende di una categoria per giocare al V-Varen Nagasaki.

## Palmarès

### Club

#### Competizioni nazionali
- J2 League: 1

Consadole Sapporo: 2016